# Ficus subsidens
Ficus subsidens är en mullbärsväxtart som beskrevs av Edred John Henry Corner. Ficus subsidens ingår i släktet fikonsläktet, och familjen mullbärsväxter. Inga underarter finns listade i Catalogue of Life.